# Eurorégion
Cet article concerne une structure administrative. Pour le courant politique, voir Europe des régions.

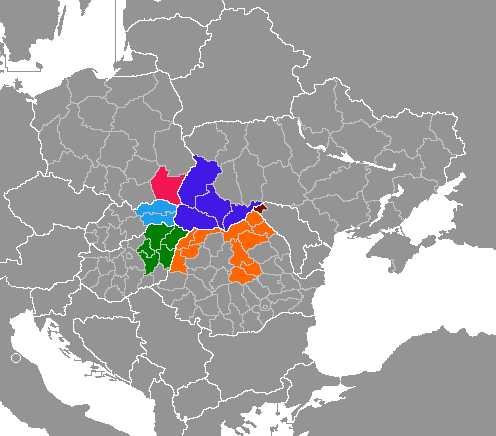
Exemple d'eurorégion : celle des Carpates.

Le terme d’eurorégion est une appellation générique pour des espaces de coopération transfrontalière associant plusieurs territoires de différents États européens.
Généralement, les eurorégions ne correspondent pas à des institutions gouvernementales ou régionales, n'ont pas de pouvoir politique et leurs compétences sont limitées à celles des structures les constituant. Elles font promouvoir les intérêts communs transfrontaliers. Des territoires peuvent être intégrés dans des eurorégions à différentes échelles (échelle locale des eurodistricts, échelle régionale).
En 2007, le Conseil de l'Europe répertoriait plus de 90 eurorégions de différentes natures.

## Structure juridique des eurorégions (GECT, autres formes)
Les eurorégions, au sein de l'Union européenne, peuvent prendre, depuis 2006, la forme juridique d'un groupement européen de coopération territoriale (GECT) pour porter tout ou partie de leurs activités et un secrétariat commun. Elles peuvent également avoir toute autre forme juridique, notamment associative. Des activités ou projets portées au sein des eurorégions peuvent être financées par les programmes Interreg transfrontaliers.

## Liste des eurorégions
Ce tableau liste de manière non-exhaustive des structures existantes ou ayant existé de coopération transfrontalière entre territoires d'États européens.
| Nom                                                                                        | Date de création | Pays                                                               |
| ------------------------------------------------------------------------------------------ | ---------------- | ------------------------------------------------------------------ |
| EUREGIO (en)                                                                               | 1958             | Allemagne, Pays-Bas                                                |
| BENEGO (nl)                                                                                | 1967             | Belgique, Pays-Bas                                                 |
| Arge Alp (en)                                                                              | 1972             | Allemagne, Autriche, Italie, Suisse                                |
| Conférence internationale sur le lac de Constance (de)                                     | 1972             | Allemagne, Autriche, Liechtenstein, Suisse                         |
| Euregio Rhein-Waal (de)                                                                    | 1973             | Allemagne, Pays-Bas                                                |
| Comité régional franco-genevois                                                            | 1974             | France, Suisse                                                     |
| Rhin supérieur                                                                             | 1975             | Allemagne, France, Suisse                                          |
| Euregio Meuse-Rhin                                                                         | 1976             | Allemagne, Belgique, Pays-Bas                                      |
| Ems Dollart Region (en)                                                                    | 1977             | Allemagne, Pays-Bas                                                |
| Euregio Rhein-Maas-Nord (de)                                                               | 1978             | Allemagne, Pays-Bas                                                |
| Alpes Adria (en)                                                                           | 1978             | Autriche, Croatie, Hongrie, Italie, Slovénie                       |
| Grande Région                                                                              | 1980             | Allemagne, Belgique, France, Luxembourg                            |
| Communauté de travail des Pyrénées                                                         | 1983             | Andorre, Espagne, France                                           |
| Euregio Benelux Middengebied (nl)                                                          | 1984             | Belgique, Luxembourg, Pays-Bas                                     |
| Eurorégion Nord-Transmanche                                                                | 1987             | France, Royaume-Uni                                                |
| Conseil du Léman                                                                           | 1987             | France, Suisse                                                     |
| Eurodistrict Pamina                                                                        | 1988             | Allemagne, France                                                  |
| Euregio Scheldemond (nl)                                                                   | 1989             | Belgique, Pays-Bas                                                 |
| Euroregion Neiße (de)                                                                      | 1991             | Allemagne, Pologne, République tchèque                             |
| Euroregion Erzgebirge/Krušnohoří (de)                                                      | 1992             | Allemagne, République tchèque                                      |
| Eurorégion Helsinki-Tallinn (en)                                                           | 1992             | Estonie, Finlande                                                  |
| Euroregion Elbe/Labe (de)                                                                  | 1992             | Allemagne, République tchèque                                      |
| Eurorégion Galice-Nord du Portugal                                                         | 1992             | Espagne, Portugal                                                  |
| Eurorégion Pro Europa Viadrina (de)                                                        | 1993             | Allemagne, Pologne                                                 |
| Région de l'Øresund                                                                        | 1993             | Danemark, Suède                                                    |
| Euregio Bayerischer Wald - Böhmerwald - Unterer Inn (de)                                   | 1993             | Autriche, Allemagne, République tchèque                            |
| Euregio Egrensis (de)                                                                      | 1993             | Allemagne, République tchèque                                      |
| Eurorégion Spree-Neiße-Bober (de)                                                          | 1993             | Allemagne, Pologne                                                 |
| Eurorégion des Carpates                                                                    | 1993             | Hongrie, Pologne, Roumanie, Slovaquie, Ukraine                     |
| Euroregion Tatry (de)                                                                      | 1994             | Pologne, Slovaquie                                                 |
| Eurorégion Pomerania (en)                                                                  | 1995             | Allemagne, Pologne                                                 |
| RegioTriRhena                                                                              | 1995             | Allemagne, France, Suisse                                          |
| Euregio Salzburg - Berchtesgadener Land - Traunstein (de)                                  | 1995             | Allemagne, Autriche                                                |
| Euroregion Bug (en)                                                                        | 1995             | Biélorussie, Pologne, Ukraine                                      |
| Euroregion Glacensis (de)                                                                  | 1996             | Pologne, République tchèque                                        |
| Arc Manche                                                                                 | 1996             | France, Royaume-Uni                                                |
| Eurorégion Danube-Criș-Mureș-Tisa                                                          | 1997             | Hongrie, Roumanie, Serbie                                          |
| Eurorégion Prut supérieur (ro)                                                             | 1997             | Moldavie, Roumanie, Ukraine                                        |
| Euroregion Niemen (pl)                                                                     | 1997             | Biélorussie, Lituanie, Pologne, Russie                             |
| Eurorégion Lac de Constance                                                                | 1997             | Allemagne, Autriche, Liechtenstein, Suisse                         |
| Euroregion Pradziad (en)                                                                   | 1997             | Pologne, République tchèque                                        |
| Region Sønderjylland–Schleswig (en)                                                        | 1997             | Allemagne, Danemark                                                |
| Euroregion Cieszyn Silesia (en)                                                            | 1998             | Pologne, République tchèque                                        |
| Euroregion Silesia (de)                                                                    | 1998             | Pologne, République tchèque                                        |
| Euregio Inntal (de)                                                                        | 1998             | Allemagne, Autriche                                                |
| Eurorégion Baltique (en)                                                                   | 1998             | Danemark, Lituanie, Pologne, Russie, Suède                         |
| Eurorégion Danube–Drava–Sava (en)                                                          | 1998             | Bosnie-Herzégovine, Croatie, Hongrie                               |
| Eurorégion Košice-Miskolc                                                                  | 2000             | Hongrie, Slovaquie                                                 |
| Euroregion Beskydy (en)                                                                    | 2000             | Slovaquie, Pologne, République tchèque                             |
| Eurorégion Hadju-Bihar-Bihor (en)                                                          | 2002             | Hongrie, Roumanie                                                  |
| Euroregion Puszcza Białowieska (pl)                                                        | 2002             | Biélorussie, Pologne                                               |
| Euroregion Silva Nortica (de)                                                              | 2002             | Autriche, République tchèque                                       |
| Eurorégion Belasica                                                                        | 2003             | Bulgarie, Grèce, Macédoine du Nord                                 |
| Euroregion Szeszupa (pl)                                                                   | 2003             | Lituanie, Pologne, Russie, Suède                                   |
| GECT Pyrénées-Méditerranée                                                                 | 2004             | Espagne, France                                                    |
| Eurorégion Siret-Prut-Nistre                                                               | 2005             | Moldavie, Roumanie                                                 |
| Eurorégion Stara Planina                                                                   | 2006             | Bulgarie, Serbie                                                   |
| Eurorégion Adriatique                                                                      | 2006             | Albanie, Bosnie-Herzégovine, Croatie, Italie, Monténégro, Slovénie |
| Eurodistrict Region Freiburg/Centre et Sud Alsace (de)                                     | 2006             | Allemagne, France                                                  |
| Eurodistrict trinational de Bâle                                                           | 2007             | Allemagne, France, Suisse                                          |
| Eurorégion Alpes-Méditerranée                                                              | 2007             | France, Italie                                                     |
| Eurométropole Lille-Kortrijk-Tournai                                                       | 2008             | Belgique, France                                                   |
| Eurorégion de la mer Noire (en)                                                            | 2008             | Bulgarie, Roumanie                                                 |
| GECT Ister-Granum                                                                          | 2008             | Hongrie, Slovaquie                                                 |
| GECT Ung-Tisza-Túr-Sajó                                                                    | 2009             | Hongrie, Roumanie, Slovaquie, Ukraine                              |
| GECT Karst-Bodva                                                                           | 2009             | Hongrie, Slovaquie                                                 |
| Eurorégion EUROACE (es)                                                                    | 2009             | Espagne, Portugal                                                  |
| GECT Duero-Douro                                                                           | 2009             | Espagne, Portugal                                                  |
| GECT West-Vlaanderen / Flandre-Dunkerque-Côte d'Opale                                      | 2009             | Belgique, France                                                   |
| Eurorégion du Bas-Danube (en)                                                              | 2009             | Moldavie, Roumanie, Ukraine                                        |
| Eurorégion du Donbass (ru)                                                                 | 2010             | Ukraine, Russie                                                    |
| Grande Région                                                                              | 2010             | Allemagne, Belgique, France, Luxembourg                            |
| GECT ZASNET                                                                                | 2010             | Espagne, Portugal                                                  |
| GECT Hôpital de Cerdagne                                                                   | 2010             | Espagne, France                                                    |
| GECT Espace Pourtalet                                                                      | 2010             | Espagne, France                                                    |
| GECT Pons Danubii                                                                          | 2010             | Hongrie, Slovaquie                                                 |
| GECT Abaúj-Abaújban                                                                        | 2010             | Hongrie, Slovaquie                                                 |
| Eurodistrict SaarMoselle                                                                   | 2010             | Allemagne, France                                                  |
| Eurodistrict Strasbourg-Ortenau                                                            | 2010             | Allemagne, France                                                  |
| GECT Linieland van Waas en Hulst                                                           | 2011             | Belgique, Pays-Bas                                                 |
| GECT Arrabona                                                                              | 2011             | Hongrie, Slovaquie                                                 |
| GECT Rába-Danube-Vág                                                                       | 2011             | Hongrie, Slovaquie                                                 |
| GECT Bánát Triplex Confinium                                                               | 2011             | Hongrie, Roumanie, Serbie                                          |
| GECT Pyrénées-Cerdagne                                                                     | 2011             | Espagne, France                                                    |
| GECT de communes : commune de Gorizia, ville de Nova Gorica et commune de Šempeter-Vrtojba | 2011             | Italie, Slovénie                                                   |
| Eurorégion Nouvelle-Aquitaine-Euskadi-Navarre                                              | 2011             | Espagne, France                                                    |
| Eurorégion Tyrol-Haut-Adige-Trentin                                                        | 2011             | Autriche, Italie                                                   |
| Eurorégion Dniester (en)                                                                   | 2012             | Moldavie, Ukraine                                                  |
| GECT Parc européen Alpi Marittime-Mercantour                                               | 2013             | France, Italie                                                     |

## Critiques
Les eurorégions sont de fait des structures supranationales, sous un contrôle assez relatif de leurs États respectifs. Ce qui ne manque pas d'attirer les critiques quant au fait qu'elles remettraient en cause la souveraineté des États. Enfin, la structure eurorégionale profite aux zones transfrontalières en défaveur des régions de « l'intérieur » qui échappent aux éventuelles subventions, accentuant les inégalités infra-nationales.